# Алекс Чжан Хунтай
Алекс Чжан Хунтай (англ. Alex Zhang Hungtai; 4 вересня 1980) — канадський музикант тайванського походження, більш відомий за колишнім псевдонімом Dirty Beaches. Після численних міньйонів та інструментальних записів для «касетних лейблів», Хунтай випустив провідний альбом Badlands у березні 2011, який був номінантом на премію Polaris Music Prize. Згодом, сольний проект переріс в повноцінний гурт, який випустив подвійний альбом Drifters/Love Is the Devil у травні 2013, а наступного року — Stateless, що став останнім записом, після чого Хунтай написав в своєму акаунті на Twitter, що Dirty Beaches припиняють свою діяльність.
Окрім студійних робот, Хунтай є автором кількох саундтреків, включаючи документальний фільм Евана Прософського «Аквапарк» (англ. Waterpark). Нині, він мешкає в Лос-Анджелесі і випускає музику під псевдонімом Last Lizard, а також є членом датського гурту Marching Church.